# 佩波
《佩波》，是一部在1935年上映、由哈莫·別克納扎良和阿爾緬·古拉基揚執導的蘇聯亞美尼亞電影。《佩波》被認為是亞美尼亞歷史上第一部有聲電影，並獲得不少正面評價。

## 劇情
佩波（赫拉奇亞·涅爾西相飾）為一名居於現格魯吉亞首都第比利斯的亞美尼亞人，是個為人老實的漁民。他的妹妹克克勒（塔佳娜·瑪赫穆良飾）快要出嫁，佩波答應給她嫁妝，但為安全起見而把嫁妝暫存在一名商人手上；到了婚禮當天，商人不肯交還嫁妝，婚事告吹。克克勒被唯利是圖的未婚夫拋棄，奸商更以遺失收據的藉口佔據着她1,000盧布的嫁妝。
佩波要求奸商交還這筆錢，但徒勞無功；後來，奸商聲稱遺失的收據終於被人尋回，答應交還嫁妝並作賠償。但是，佩波不接受奸商的提議，反與他對簿公堂，希望法律能伸張正義；他發現法官收受賄賂，於是告發之，但佩波因而被控以藐視法庭，更為此入獄。雖然佩波淪為階下囚，但他因揭發奸商而贏得英雄的美譽，群眾隔着囚窗支持他，而佩波則向支持者聲言要在出獄後復仇；最終，克克勒與佩波的朋友結婚。

## 製作
製作人員在1934年春季開始為《佩波》的拍攝作準備。《佩波》製作工序的規模頗大，取景範圍廣闊，地點包括埃里温和第比利斯，一些場景則在莫斯科的莫斯科電影製片廠內拍攝；有一個場景是在第比利斯庫拉河上乘筏子，旁邊的沙灘上還有不少群眾。
《佩波》的故事來自一齣由加布里耶爾·孫杜基揚創作的戲劇。

## 反響

### 評論
《佩波》受到觀眾的歡迎，更被譽為第二次世界大戰前最出色的蘇聯電影；有評論稱讚《佩波》有好的劇本、有具才華的製作人員，還有精通於拍攝電影的導演。此外，電影中的配樂《佩波之歌》也在亞美尼亞境內普及起來，幾乎被視為一首亞美尼亞民歌；評論認為創作電影配樂的亞南·哈恰圖良以音樂展示了第比利斯人民當時的日常生活，又對描繪手工藝者和商販的《卡拉喬格利》、片尾播放的《克爾奧格利》等電影歌曲給予正面評價。

### 文化影響
《佩波》是亞美尼亞首部有聲電影，在1935年上映，而1935年也因此被認為亞美尼亞電影的顯著轉捩點，而此電影令亞美尼亞電影的題材擴大了很多；《佩波》成功享譽國際，並成為亞美尼亞文化在國外的代表之一。
2010年，亞美尼亞郵政計劃把當地電影作為郵票的新題材，並打算發行以《佩波》為主題、包含三張郵票的郵品。有關郵品最終在2011年2月發行，共印刷30,000張，紀念《佩波》上映75周年。

## 外部連結
- 互联网电影数据库（IMDb）上《佩波》的资料（英文）
- YouTube上的Пэпо / Pepo / Պեպո (1935г.) [Ремастированная версия]